# Samba (dans)

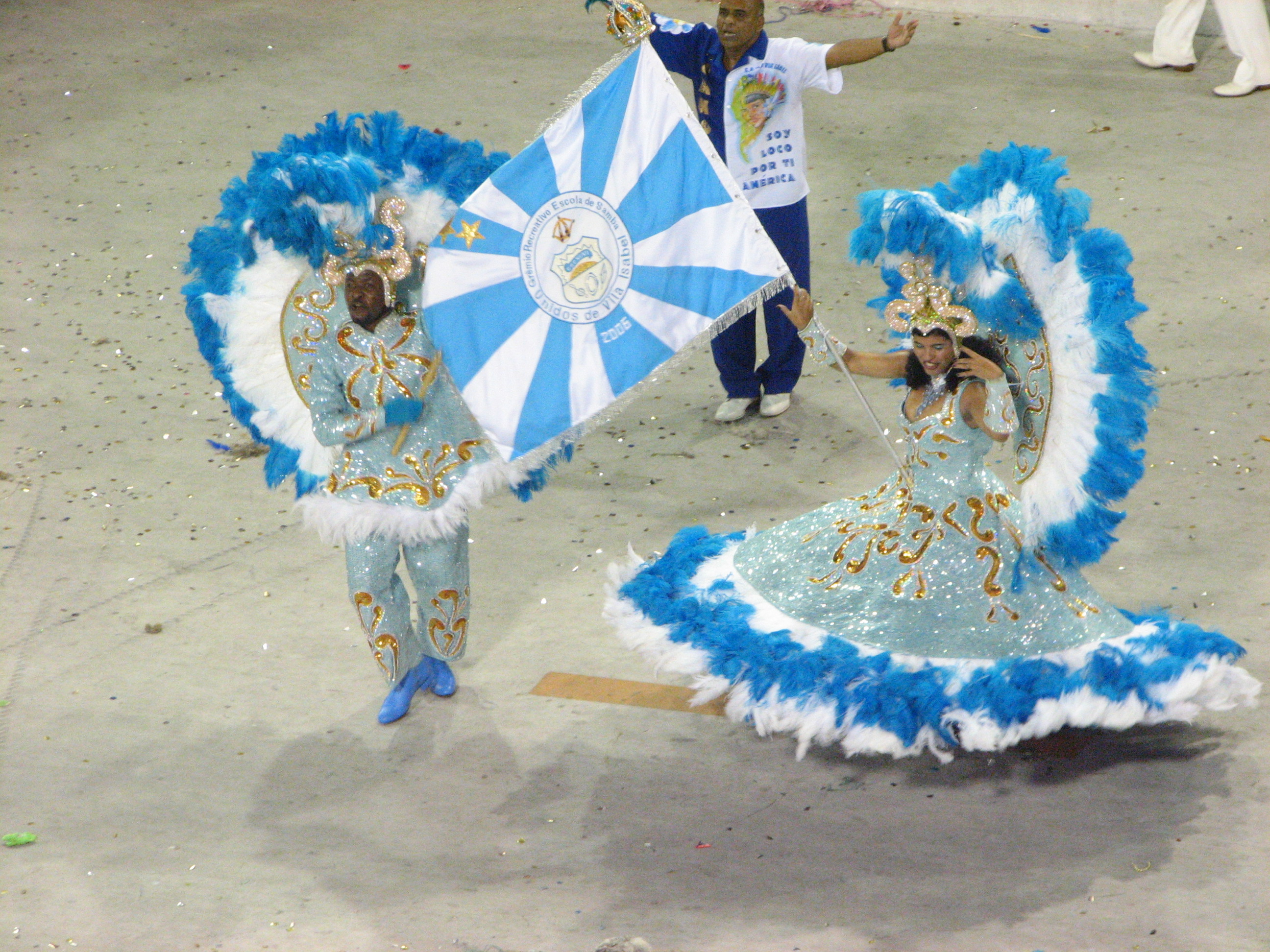
Mestre sala och flaggbärare för sambaskolan Unidos de Vila Isabel

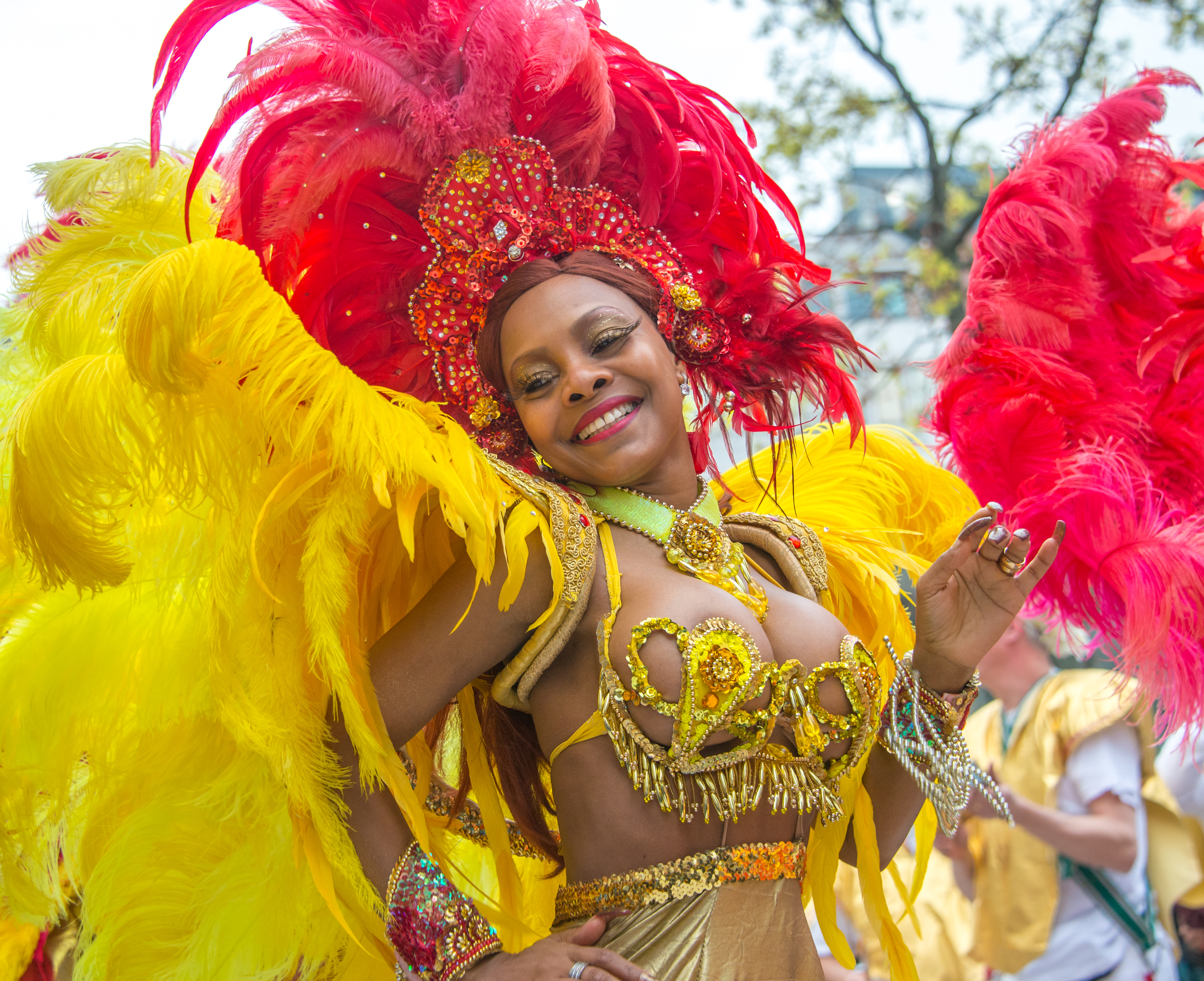
Sambadansare genom centrala Stockholm 2015.

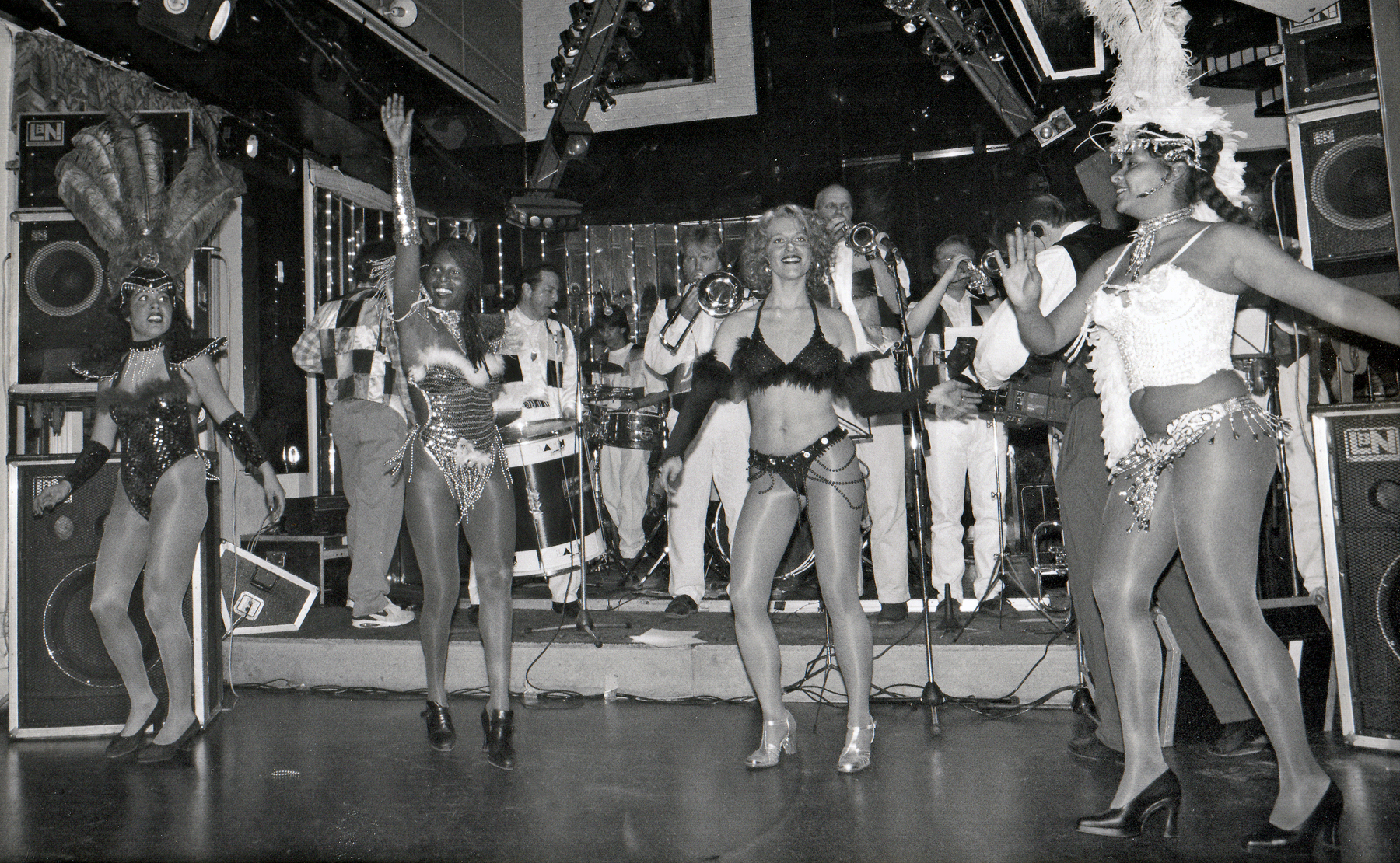
Sambaflickor uppträder till sambamusik på nattklubben Etage i Malmö 2001.

Samba är ett samlingsnamn på en mängd livliga och rytmiska danser av afrobrasilianska ursprung som dansas till sambamusik. Namnet tros komma från danser utförda av afrikanska slavar. I en modifierad form lanserades samban 1939 och blev populär i Europa efter andra världskriget.

## Dansformer
Samba kan dansas både som pardans och solodans. Gemensamt för alla sambadanser är att dansarna skakar mycket på kroppen och rör höfterna i takt med musiken. Samba har dansats i Brasilien sedan dess start i slutet av 1800-talet. Eftersom Brasiliens sambadans definieras som en uppsättning av flera danser snarare än en enda så kan ingen specifik dans med säkerhet förklaras som den "ursprungliga" sambastilen. Till de flesta sambadanser finns en motsvarande subgenre inom sambamusiken.

### Exempel på danser
- Samba no pé
- Samba de Gafieira
- Samba Pagode
- Samba Axé
- Samba de roda
- Karpenschten